# John Maddox Roberts
John Maddox Roberts (* 25. Juni 1947 in Ohio; † 23. Mai 2024 in Estancia, New Mexico) war ein US-amerikanischer Schriftsteller.
Mit 20 Jahren verließ er das College und trat in die US Army ein. Dort diente er bei der Eliteeinheit Green Berets. Nach seiner Rückkehr ins Zivilleben entschloss sich Roberts, Schriftsteller zu werden. 1977 erschien sein erster Roman.
In Deutschland wurde Roberts insbesondere durch seine im antiken Rom angesiedelte Romanreihe SPQR bekannt, in der er fiktive Geschehnisse um den Römer Decius Caecilius Metellus mit realen Ereignissen und Personen verknüpft. Der erste dieser historischen Kriminalromane SPQR wurde 1991 für den Edgar Allan Poe Award nominiert. Die auf diesem Band aufbauende Reihe folgt dem politischen Werdegang des Decius.
Mit dem Roman Mord in Tarsis und der mehrbändigen Sturmland-Saga machte sich Roberts auch auf dem Gebiet der Fantasy-Literatur einen Namen.

## Werke

### SPQR
Die Romanreihe SPQR erhielt ihren Namen vom ersten Roman der Serie. Die Bücher schildern aus der Sicht des Römers Decius Caecilius Metellus verschiedene Ereignisse, meist Morde an prominenten Römern in der Zeit der ausgehenden römischen Republik und der Bürgerkriege. Einige der Kriminalfälle, die Decius aufzuklären hat, sind historische Ereignisse wie die Catilinarische Verschwörung oder der Bona-Dea-Skandal des Jahres 62 v. Chr. oder Fälle wie der Tod des Quintus Caecilius Metellus Celer, die aber anders oder nicht aufgeklärt wurden. Die zentrale Person des Decius Caecilius Metellus ist als (fiktives) Mitglied der weitverzweigten und sehr einflussreichen Familie der Caecilii Metelli Teil der herrschenden Schicht Roms. Er wird, wenn auch nicht immer offiziell, mit der Lösung des Falles betraut oder stellt auf eigene Faust Nachforschungen an, weil ihn das Verbrechen empört oder weil es ihn als ungelöstes Rätsel reizt, das er mithilfe seines Verstandes lösen kann. Von Anfang an wird er dabei von dem griechischen Arzt Asklepiodes, ab dem dritten Band auch von seinem Sklaven Hermes und im Weiteren auch von seiner späteren Frau Julia, einer (ebenfalls fiktiven) Nichte Gaius Iulius Caesars unterstützt. Wichtige Charakterzüge sind auch seine Skepsis gegenüber „überirdischen“ Ereignissen und seine ironisch-argwöhnische Einstellung zu namhaften Zeitgenossen wie Caesar, Crassus oder Cato, die zuweilen auch persönlich am Geschehen beteiligt sind.
Vor einigen Jahren war eine Adaption der Serie für das Fernsehen geplant.
1. SPQR (SPQR (The King's Gambit))
- Erstveröffentlichung: 1990, dt. 1992, ISBN 3-442-41306-0
- Jahr der fiktiven Geschichte: 684 a. u. c. / 70 v. Chr.
- Inhalt: Decius will als Kommandant der Vigiles den Mord an einem Gladiator aufklären und gerät dabei in einen Sumpf aus Korruption und Intrigen in der römischen Oberschicht.

2. Die Catilina-Verschwörung (The Catiline Conspiracy)
- Erstveröffentlichung: 1991, dt. 1993, ISBN 3-442-41307-9
- Jahr der fiktiven Geschichte: 691 a. u. c. / 63 v. Chr.
- Inhalt: Als ein Bankier und ein Bauunternehmer ermordet aufgefunden werden, sieht Decius einen Zusammenhang zwischen den beiden Verbrechen und einem aufgeflogenen Waffenlager im Tempel des Saturn, wo er als Finanzbeamter nicht zuletzt ein Auge auf den Staatsschatz zu werfen hat. Er erkennt die bedrohlichen Zeichen einer groß angelegten Verschwörung, die ihre Wurzeln im Zentrum der Macht selbst hat.

3. Der Frevel des Clodius (The Sacrilege)
- Erstveröffentlichung: 1992, dt. 1993, ISBN 3-442-41450-4
- Jahr der fiktiven Geschichte: 693 a. u. c. / 61 v. Chr.
- Inhalt: Beim Ritus der „Bona Dea“, bei dem nur verheiratete Frauen anwesend sein dürfen, wird ein Mann entdeckt. Gibt es einen Zusammenhang zwischen dem frechen Frevel und einer Serie von Morden, bei der die Opfer alle ein merkwürdiges Mal auf der Stirn tragen? Decius nimmt die Fährte auf und kämpft schon bald um sein Leben.

4. Der Musentempel (The Temple of the Muses)
- Erstveröffentlichung: 1992, dt. 1993, ISBN 3-442-41451-2
- Jahr der fiktiven Geschichte: 694 a. u. c. / 60 v. Chr.
- Inhalt: Auf einer diplomatischen Mission wird Decius in Alexandria mit den Ermittlungen um den höchst merkwürdigen Tod eines jähzornigen Philosophen betraut. Als dann die Leiche einer bekannten Hetäre in seinem eigenen Bett gefunden wird, findet sich Decius inmitten einer Verschwörung wieder, die weit gefährlicher ist, als er es sich je hat ausmalen können.

5. Tödliche Saturnalien (Saturnalia)
- Erstveröffentlichung: 1994, dt. 1994, ISBN 3-442-42551-4
- Jahr der fiktiven Geschichte: 695 a. u. c. /  59 v. Chr.
- Inhalt: Als sein Verwandter Metellus Celer unerwartet stirbt und die ganze Stadt glaubt, Celer sei von seiner Frau Clodia (der Schwester von Decius’ Todfeind Clodius) vergiftet worden, nimmt Decius auf eigene Faust die Ermittlungen auf. Sie führen ihn in die undurchsichtige Welt der Hexen und Wahrsagerinnen, die ein lukratives Geschäft als Giftmischerinnen und Engelmacherinnen betreiben.

6. Tod eines Centurio (Nobody loves a Centurion)
- Erstveröffentlichung: 1995, dt. 1995, ISBN 3-442-42760-6
- Jahr der fiktiven Geschichte: zweite Jahreshälfte 696 a. u. c./58 v. Chr.
- Inhalt: Als der Primus Pilus Titus Vinius tot aufgefunden wird, glaubt nur Decius an die Unschuld seines Klienten und wird von Iulius Caesar mit der Klärung des Mordes beauftragt. Dabei merkt er aber ziemlich schnell, dass seine Nachforschungen nicht sehr beliebt sind und er sich immer wieder selbst in große Gefahr bringt.

7. Der Fluch des Volkstribuns (The Tribune's Curse)
- Erstveröffentlichung: 1996, dt. 1996, ISBN 3-442-43190-5
- Jahr der fiktiven Geschichte: 699 a. u. c. / 55 v. Chr.
- Inhalt: Als der Volkstribun Ateius, der die Plebs gegen Crassus, ein machthungriges Mitglied des Triumvirats, aufwiegelt und kurz darauf ermordet wird, wird Decius mit der Aufklärung dieses brisanten Falles betraut. Und schon bald muss er feststellen, dass unter den Verdächtigen ein paar skrupellose Politiker sind, die vor keiner Bluttat zurückschrecken.

8. Die Rache der Flußgötter (The River God´s Vengeance)
- Erstveröffentlichung: 1997, ISBN 3-442-43636-2, engl. 2004
- Jahr der fiktiven Geschichte: 701 a. u. c. / 53 v. Chr.
- Inhalt: Decius, inzwischen als Ädil für die Ausrichtung öffentlicher Spiele zuständig, stellt fest, dass es massive Probleme bautechnischer Art gibt, die unter Umständen die ganze Stadt Rom betreffen. Seine Ermittlungen richten sich denn auch gegen die Baulöwen der Stadt, und die sehen das gar nicht gern.

9. Die Schiffe der Kleopatra (The Princess and the Pirates)
- Erstveröffentlichung: 2000, ISBN 3-442-44118-8, engl. 2005
- Jahr der fiktiven Geschichte: 703 a. u. c. / 51 v. Chr.
- Inhalt: Als Senator wird Decius mit der heiklen Aufgabe betraut, das östliche Mittelmeer von dreisten Piraten zu befreien. Als er auf Zypern eine Flottille ausrüsten will, muss er feststellen, dass seine Gegner bestens informiert und ihm stets einen Schritt voraus sind. Auch die siebzehnjährige ägyptische Prinzessin Kleopatra, die Decius scheinbar selbstlos und voller Abenteuerlust ihre Hilfe anbietet, spielt eine undurchsichtige Rolle. Als dann noch der Statthalter Silvanus an einer Überdosis Weihrauch erstickt, sieht sich Decius von Feinden bedroht, die auch über seine Leiche gehen würden.

10. Im Namen Caesars (A Point of Law)
- Erstveröffentlichung: 2000, ISBN 3-442-44517-5, engl. 2006
- Jahr der fiktiven Geschichte: 703/704 a. u. c. / 51/50 v. Chr.
- Inhalt: Decius bewirbt sich um das Amt des Prätors. Doch Marcus Fulvius, ein römischer Bürger aus der Provinz, bezichtigt ihn der Korruption und Unterschlagung. Am Tag der öffentlichen Verhandlung findet man gar Marcus Fulvius’ Leiche auf den Stufen des Gerichtsgebäudes und Decius steht unter dringendem Tatverdacht.

11. Mord am Vesuv (Under Vesuvius)
- Erstveröffentlichung: 2001, ISBN 3-442-44773-9, engl. 2007
- Jahr der fiktiven Geschichte: 704 a. u. c. / 50 v. Chr.
- Inhalt: Als man die Tochter eines griechischen Priesters erdrosselt auffindet, fällt der Verdacht sofort auf den Sohn des reichen Sklavenhändlers Gaeto, denn der hatte vergeblich um die Gunst der schönen jungen Frau geworben. Doch es stellt sich heraus, dass die Ermordete alles andere als eine Unschuld vom Lande war und ihr Vater keineswegs nur der harmlose Apollopriester ist, als der er sich ausgibt. Decius übernimmt als praetor peregrinus schon bald die Ermittlung.

12. Das Orakel des Todes (Oracle of Death)
- Erstveröffentlichung: 2005, ISBN 3-442-45685-1, engl. 2008
- Jahr der fiktiven Geschichte: 704 a. u. c. / 50 v. Chr.
- Inhalt:  Der Mord an einem Apollo-Priester soll die Strafe eines Gottes sein? Decius, der wie schon in Band 11 weiterhin das Amt des praetor peregrinus innehat, glaubt an profanere Motive.

13. Die Feinde des Imperators (The Year of Confusion)
- Erstveröffentlichung: 2008, ISBN 978-3-442-45686-4, engl. 2010
- Jahr der fiktiven Geschichte: 708 a. u. c. / 46 v. Chr.
- Inhalt: „Gaius Julius Caesar hat einen monumentalen Plan: Er möchte den Kalender im ganzen Imperium reformieren und hat dafür Wissenschaftler aus der gesamten bekannten Welt in Rom versammelt. Mit Feuereifer machen sich die Astronomen an die Arbeit - bis einer von ihnen stranguliert aufgefunden wird. Als weitere Mordopfer folgen, bangen die verbleibenden Wissenschaftler um ihr Leben. Decius Caecilius Metellus muss mit viel Fingerspitzengefühl ermitteln - denn die Spuren, denen er folgt, sind delikat ...“[4]

### Spacer
- Space Angel, 1979
- Window of the Mind, 1998

### Cingulum
- The Cingulum, 1985
- Cloak of Illusion, 1985
- The Sword, the Jewel and the Warrior, 1985

### Act of God
(mit Eric Kotani)
- Act of God, 1985
- The Island Worlds, 1987
- Between the Stars, 1988

### Conan
siehe Verzeichnis der Conan-Reihe

### Sturmlandsaga
- Der Insulaner, 2000, ISBN 3-453-16233-1, The Islander, 1990
- Schwarze Schilde, 2000, ISBN 3-453-16237-4, The Black Shields, 1991
- Brüder des Zorns, 2000, ISBN 3-453-17214-0, The Poisoned Lands, 1992
- Die Stahlkönige, 2000, ISBN 3-453-17223-X, The Steel Kings, 1993
- Fremde Schiffe, 2000, ISBN 3-453-17232-9, Queens of land and sea (1994, dt.)

### Krimis (Gabe Treloar Serie)
Die Gabe Treloar Reihe ist stark autobiographisch geprägt. So spielt der erste Band in einer „romanhaften Version der Stadt in Ohio in der ich aufwuchs“ und der zweite verarbeitet „meine Erfahrungen in Vietnam“. Allerdings hatte der Autor beim amerikanischen Militär in Vietnam nur einen Schreibtisch-Posten.
- A Typical American Town (1994, dt. Tag der Abrechnung)
- The Ghosts of Saigon (1996, keine deutsche Ausgabe)
- Desparate Highways (1997, keine deutsche Ausgabe)

### Andere
Historische Abenteuer:
- The Falcon (1): The Falcon Strikes (1982, keine deutsche Ausgabe, Jugend-Ritterroman unter dem Pseudonym Mark Ramsey)
- The Falcon (2): The Black Pope (1982, keine deutsche Ausgabe)
- The Falcon (3): The Bloody Cross (1982, keine deutsche Ausgabe)
- The Falcon (4): The King´s Treasure (1983, keine deutsche Ausgabe)

Alternative historische Abenteuer (These: „Hannibal gewinnt gegen Rom“)
- Hannibal's Children (2002, keine deutsche Ausgabe)
- The Seven Hills (2005, keine deutsche Ausgabe)

Drachenlanze-Serie (Drachenlanze-Universum)
- Mord in Tarsis, 1998, ISBN 3-442-24808-6, Murder In Tarsis, 1996

### Science Fiction
- The Strayed Sheep of Charun, 1977
- King of the Wood, 1983
- Cestus Dei, 1983
- The Enigma Variations, 1989
- Delta Pavonis, 1990 (mit Eric Kotani)
- Total Recall 2070: Machine Dreams, 2000